# Manly United FC
Manly United FC – australijski, półprofesjonalny klub piłkarski z siedzibą w północnym Sydney – dzielnicy Manly. Założony w 2004 roku, obecnie występuje w National Premier Leagues NSW (National Premier Leagues). Manly United FC posiada sekcje piłkarskie męskie i żeńskie w swoich strukturach.

## Sukcesy
- Zwycięzca Waratah Cup (1): 2011[2];
- 1/16 FFA Cup (1): 2014[3].